# NGC 505
NGC 505 es una galaxia lenticular de la constelación de Piscis. 
Fue descubierta el 1 de octubre de 1864 por el astrónomo Albert Marth.